# 若爾丹希爾 (路易斯安那州)
若爾丹希爾（英語：Jordan Hill）是位於美國路易斯安那州溫堂區的一個普查規定居民點。

## 人口
根據2020年美國人口普查的數據，若爾丹希爾的面積為17.38平方千米，當中陸地面積為17.38平方千米，而水域面積為0.00平方千米。當地共有人口196人，而人口密度為每平方千米11.28人。